# Henri Stierlin
Henri Stierlin, né le 2 avril 1928 à Alexandrie (Égypte) et mort le 10 septembre 2022 à Genève, est un historien de l'art et de l’architecture, journaliste et photographe suisse.
Il est l'auteur de nombreux ouvrages sur les civilisations antiques et sur l'architecture de l'islam.
Il est fait chevalier de la Légion d'honneur en 2004 au titre de la Francophonie.

## Cursus universitaire
- Études classiques de latin, grec, lettres, droit aux universités de Lausanne et Zurich.
- Licence de droit suisse à Lausanne en 1954
- Thèse d'histoire de l'art sur le caractère emblématique de la mosquée persane, Faculté de l’imaginaire de Chambéry, Université de Grenoble en 1977-1978

## Cursus journalistique
- Chroniqueur d’histoire de l’art et rédacteur au quotidien suisse La Tribune de Genève de 1955 à 1962
- Journaliste radiophonique à la Radio suisse en 1957 (émissions culturelles)
- Rédacteur en chef de l’hebdomadaire suisse Radio-TV en 1963
- Journaliste à la Télévision suisse en 1963 (documentaires)
- Rédacteur en chef du mensuel d’architecture Werk-Œuvre en 1972

## Principaux ouvrages et publications

### Collections
- Fonde la collection Architecture universelle à l’Office du livre de Fribourg en 1963
- Fonde et dirige la collection Architecture mondiale, éd. Taschen, Cologne en 1995

### Livres
- Ispahan : image du paradis. Paris : La Bibliothèque des arts, 1978. 207 p
- Le Monde de l'Inde, Éditions Princesse, Paris 1982,  (ISBN 2-85961-040-5)
- Nazca, la clé du mystère, Albin Michel, Paris 1983,  (ISBN 2-226-01864-6)
- Grèce d'Asie, l'art antique au proche-orient, Seuil, Paris, 1985
- L'Astrologie et le pouvoir, Payot, 1986
- Cités du désert, l'art antique au proche-orient, Office du livre, 1987
- Orient Byzantin, l'art antique au proche-orient, Seuil, 1988
- Alhambra, Éditions de l’imprimerie nationale, Paris, 1992
- Les Pharaons bâtisseurs, Pierre Terrail, 1992,  (ISBN 2-87939-062-1)
- L’art de l’Islam en orient, d’Ispahan au Taj Mahal, Gründ, Paris, 2002.
- Égypte, un art pour l'éternité ; Les merveilles des musées du Caire et de Louqsor" (Photos par Jean-Dominique Dallet, Anne et Henri Stierlin, Texte par Henri Stierlin), Éditions Milan  (ISBN 2-7459-1098-1)
- L’architecture de l’Islam – au service de la foi et du pouvoir. Coll. « Découvertes Gallimard / Arts » (no 443), Paris, 2003
- Deus ex Machina, Infolio, Gollion, 2004
- L’art de l’Islam méditerranéen, de Damas à Cordoue, Gründ, Paris, 2005
- La vision photographique en architecture : Un itinéraire dans l'image, Infolio, Gollion, 2005. 128 p.
- Splendeurs de l'empire perse, Gründ, Paris, 2006.
- L'Orient Grec, Imprimerie Nationale, Paris, 2008
- Teotihuacán : La cité des Dieux, coll. « Découvertes Gallimard Hors série », 2009
- Le buste de Néfertiti : Une imposture de l'égyptologie ?, Infolio, Gollion, 2009
- Rituels et mystères des rois divinisés : Monuments et cultes, Actes Sud, Arles, 2010,  (ISBN 978-2-7427-8924-5)